# Células do tecido conjuntivo
As células do tecido conjuntivo têm formas e funções diferentes, imersas em abundante matriz extracelular. Algumas células deste tecido são produzidas localmente e permanecem no tecido conjuntivo; outras, tais como os leucócitos, vêm da medula óssea e podem habitar temporariamente o tecido conjuntivo.
As células do tecido conjuntivo são as seguintes:
- Adipócito - Armazena energia em forma de triglicérides.
- Condrócito - Estrutural.
- Eosinófilo - Modulação da atividade dos mastectomias e de processos inflamatórios.
- Fibroblasto - Faz a síntese de proteínas colágeno e síntese de substâncias da matriz extracelular.
- Leucócito- Glóbulos brancos do sangue, especializadas na defesa contra microrganismos .
- Linfócito - Iconológica (defesa).
- Macrófago - Atua na defesa por meio de sua alta capacidade de fazer a fagocitose.
- Mastócito - Receptor IGE, age nas alergias e nos processos inflamatórios.
- Neutrófilo - Defesa contra microrganismos.
- Plasmócito - Produz anticorpos, origina-se do Linfócito B, tem função de defesas